# 優秀素質
優秀素質（日语：ナイスネイチャ），是日本純種競賽馬匹，生涯最高榮耀為勝出三場二級賽事，雖然沒有任何一級賽頭銜，但曾於多項一級賽獲得季軍，更於連續三年獲得有馬紀念季軍，因而被称为「銅牌收集家」。

## 出賽前
1988年4月16日出生於北海道浦河町渡邊牧場，出生後即爲其母系之馬主豐嶌正雄擁有。
其後於1990年交由栗東訓練中心練馬師松永善晴訓練，鑑於其半姐Lord Esper出賽三場便因傷退役，因而於馬房中接受精心訓練，希望延長競賽壽命。

## 競賽生涯

### 3歲（現2歲）
1990年12月1日出戰京都競馬場的2歲新馬戰，由練馬師松永善晴的義子松永昌博策騎，但於最後直路因處於不利位置而以第二落敗。
兩星期後再次出戰京都競馬場的2歲新馬戰，以第二人氣獲得首勝。

### 4歲（現3歲）
進入1991年，陣營以經典三冠賽事爲主要目標，安排其出戰條件戰福壽草特別，但僅得第六。
其後出戰公開賽若駒錦標，於最後直路未能追上前方的東海帝王及Iide Satan，獲得第三。
賽後被發現患有骨膜炎，須要進入休養，因而錯過皋月賞及東京優駿（日本打吡）。
7月6日出戰中京競馬場的條件戰撫子賞作爲復出，雖然於最後直路跑出全場最快末腳，但仍以第二落敗。
其後出戰兩場小倉競馬場的條件戰不知火特別及葉月賞，均獲得冠軍。
8月25日出戰三級賽小倉紀念，和一衆年長馬匹決鬥。比賽途中其一直保持於前方位置，於最後直路加速並和Nuevo Tosho爭奪領先位置，最終其以1 1/2馬位戰勝對方，獲得首個分級賽冠軍。
10月13日出戰京都新聞盃，獲得第二人氣。比賽開始後，再次選擇先頭戰術，並於最後直路跑出凌厲的速度，以3/4馬位戰勝阪神三歲錦標冠軍Ibuki Maikagura及Shako Grade。
11月3日出戰菊花賞，由於本年度無敗二冠馬東海帝王因骨折而無法出戰，優秀素質獲得僅次於Ibuki Maikagura的第二人氣。比賽開始後，其處於中團位置並持續向前推進，以第六進入最後直路。但於最後直路上，於後方突然發力加速的Leo Durban超越前方所有賽駒奪冠，最終優秀素質僅獲得第四。
其後出戰二級賽鳴尾紀念，以1/2優勢獲得第三個分級賽冠軍。
儘管優秀素質休養後出戰多場賽事，但其並未表現出任何疲倦，因此陣營決定安排其出戰年末的有馬紀念，希望可以有所突破。
12月22日按計劃出戰有馬紀念，獲得第二人氣。比賽開始後，其處於中團較後位置，並一直保持此節奏。進入直路後，騎師松永將目標鎖定於第一人氣的目白麥昆身上，並指揮優秀素質加速。然而，最後直線中段，第十四人氣的伏兵Dai Yusaku突然殺出並直取冠軍，優秀素質只能遺憾地獲得季軍。

### 5歲（現4歲）
1992年年初，由於其慢性骨膜炎惡化，逼不得以下整個春季都需要進行休養。
10月11日復出出戰秋季天皇賞前哨戰每日王冠。最終不敵大德日神及狄杜斯獲得第三。
其後出戰秋季天皇賞，獲得僅次上年度日本馬王兼最佳4歲雄馬東海帝王的第二人氣。其雖然以第四通過最後彎道進入直路，但於直路上未能成功加速而僅獲得第四。
其後出戰一哩冠軍賽及有馬紀念，均再度獲得季軍。

### 6歲（現5歲）
1993年首戰爲日經新春盃，雖然於最後直路跑出全場最快的末腳，但仍然不敵一早經已衝出的El Casa River，獲得第二。
其後出戰阪神大賞典、產經大阪盃及每日王冠，分別獲得第三、第二及第三，表現可圈可點。
10月31日出戰秋季天皇賞，雖然過往數場比賽均有三甲的成績而獲得第二人氣，但於本場比賽於最後直路失速，最終以第十五名大敗，亦爲其生涯目前位置最差的成績。
其後於日本盃上未能於最後直路加速，以第九大敗。
年末再次出戰有馬紀念，但因爲此前兩項秋季一級賽的大敗，因而志獲得第十人氣。比賽途中於處中團位置，並於最後直路與東海帝王及琵琶晨光一同衝出。三匹賽駒於最後直路初段展開極力鬥爭，但途中優秀素質因於處下風而落後並失去爭標的機會，只求不斷保持速度以力拒後方詩歌劇的來襲。最終，其於第三的位置目睹了東海帝王「奇蹟的復活」，自身則因連續三年獲得有馬紀念季軍而坐實了「銅牌收藏家」的名號。

### 7歲（現6歲）
1994年年初出戰美國賽馬會盃，但發揮不佳只獲得第七，但於其後的產經大阪盃、春季天皇賞及寶塚紀念分別獲得第二及兩個第四，成功保住入板的戰績。
7月10日其出戰二級賽高松宮盃，首次不佩戴面罩車出戰。比賽開始後，其處於中團位置向前推進，並於通過第三彎道時已經爬升至第五的位置。其後其以第四進入最後直路，憑藉猛烈的加速，於最後成功超越Star Ballerina、美麗皇冠及Ayrton Symboli，獲得暌違2年7個月的冠軍。
夏季放草過後，出戰多項秋季賽事，但均未能跑出入板的成績。
12月25日，第四度出戰有馬紀念，本次比賽雖然於第三至第四彎道途中加速，但進入直路後缺乏衝勁，最終獲得第五。

### 8歲（現7歲）
1995年1月，馬主豐嶌正雄去世，優秀素質之擁有權則爲其子豐嶌泰三繼承。
2月12日出戰京都紀念，本次比賽其有回勇的表現，成功於最後600米跑出全場最快末腳並獲得亞軍。
完成京都紀念後，陣營原先安排其出戰產經大阪盃，但賽前被發現骨折以要進入休養。
儘管其於秋季賽事復出，但京都紀念時的表現並未持續，其反而回歸上年低迷的狀態，先於京都大賞典獲得第八，後於日本盃及有馬紀念分別以第十三及第九大敗。

### 9歲（現8歲）
進入1996年後，其作爲9歲的老將仍然征戰沙場，春季出戰三場賽事均未能獲得冠軍，最好的成績爲於中京紀念獲得第四。
入秋後於京阪盃及日本盃分別以第八及第十大敗。完成此兩場賽事後，陣營原本打算安排其第六度出戰有馬紀念，但由於醫療團隊檢查出其右前腳存在裂紋，加上曾聽聞一年前米浴於京都競馬場的事故的馬房助理馬場秀輝極力反對，陣營因而作罷。
最終，出戰阿根廷共和國盃獲得第十五後，陣營宣佈了其退役的消息。

### 詳細賽績
| 日期       | 舉辦國家 | 馬場 | 距離   | 級別 | 賽事名稱       | 負重 | 騎師     | 馬號 | 出馬 | 名次 | 時間   | 頭馬（二馬）                           |
| ---------- | -------- | ---- | ------ | ---- | -------------- | ---- | -------- | ---- | ---- | ---- | ------ | -------------------------------------- |
| 2/12/1990  | 日本     | 京都 | 草1200 |      | 3歲新馬        | 54   | 松永昌博 | 3    | 11   | 2    | 1:11.9 | Koei Royal                             |
| 15/12/1990 | 日本     | 京都 | 泥1400 |      | 3歲新馬        | 54   | 松永昌博 | 4    | 9    | 1    | 1:26.1 | （Prairie Love）                       |
| 5/1/1991   | 日本     | 京都 | 草2000 |      | 福壽草特別     | 55   | 松永昌博 | 2    | 15   | 6    | 2:04.2 | Sister Tosho                           |
| 19/1/1991  | 日本     | 京都 | 草2000 | OP   | 若駒錦標       | 55   | 松永昌博 | 7    | 9    | 3    | 2:02.5 | 東海帝王                               |
| 6/7/1991   | 日本     | 中京 | 草1800 |      | 撫子賞         | 55   | 松永昌博 | 3    | 10   | 2    | 1:50.4 | Shirokita Teio                         |
| 28/7/1991  | 日本     | 小倉 | 草1800 |      | 不知火特別     | 55   | 松永昌博 | 2    | 12   | 1    | 1:49.8 | （Pierre Marie）                       |
| 10/8/1991  | 日本     | 小倉 | 草1800 |      | 葉月賞         | 55   | 松永昌博 | 4    | 9    | 1    | 1:49.6 | （Second Caesar）                      |
| 25/8/1991  | 日本     | 小倉 | 草2000 | GIII | 小倉記念       | 52   | 松永昌博 | 7    | 10   | 1    | 2:02.7 | （Nuevo Tosho）                        |
| 13/10/1991 | 日本     | 京都 | 草2200 | GII  | 京都新聞盃     | 57   | 松永昌博 | 11   | 14   | 1    | 2:15.6 | （Ibuki Maikagura） （Shako Grade）[a] |
| 3/11/1991  | 日本     | 京都 | 草3000 | GI   | 菊花賞         | 57   | 松永昌博 | 5    | 18   | 4    | 3:09.8 | Leo Durban                             |
| 12/8/1991  | 日本     | 阪神 | 草2500 | GII  | 鳴尾紀念       | 57   | 松永昌博 | 8    | 11   | 1    | 2:36.3 | (Mr.Cyclennon)                         |
| 22/12/1991 | 日本     | 中山 | 草2500 | GI   | 有馬記念       | 55   | 松永昌博 | 5    | 15   | 3    | 2:31.1 | Dai Yusaku                             |
| 1/10/1992  | 日本     | 東京 | 草1800 | GII  | 每日王冠       | 58   | 松永昌博 | 2    | 11   | 3    | 1:45.9 | 大德日神                               |
| 1/11/1992  | 日本     | 東京 | 草2000 | GI   | 秋季天皇賞     | 58   | 松永昌博 | 11   | 18   | 4    | 1:59.0 | 大君起駕                               |
| 22/11/1992 | 日本     | 京都 | 草1600 | GI   | 一哩冠軍賽     | 57   | 松永昌博 | 8    | 18   | 3    | 1:33.7 | 大德日神                               |
| 27/12/1992 | 日本     | 中山 | 草2500 | GI   | 有馬記念       | 57   | 松永昌博 | 1    | 16   | 3    | 2:33.7 | 目白善信                               |
| 24/1/1993  | 日本     | 京都 | 草2200 | GII  | 日經新春盃     | 57   | 松永昌博 | 7    | 12   | 2    | 2:14.1 | El Casa River                          |
| 14/3/1993  | 日本     | 阪神 | 草3000 | GII  | 阪神大賞典     | 58   | 南井克巳 | 7    | 11   | 3    | 3:09.4 | 目白善信                               |
| 4/4/1993   | 日本     | 阪神 | 草2000 | GII  | 產經大阪盃     | 58   | 松永昌博 | 5    | 16   | 2    | 2:04.1 | 目白麥昆                               |
| 10/10/1993 | 日本     | 東京 | 草1800 | GII  | 毎日王冠       | 58   | 松永昌博 | 12   | 13   | 3    | 1:45.9 | Shinko Lovely                          |
| 31/10/1993 | 日本     | 東京 | 草2000 | GI   | 秋季天王賞     | 58   | 松永昌博 | 7    | 17   | 15   | 2:01.5 | 也文攝輝                               |
| 28/11/1993 | 日本     | 東京 | 草2400 | GI   | 日本盃         | 57   | 松永昌博 | 11   | 16   | 7    | 2:25.1 | 昔日世界                               |
| 26/12/1993 | 日本     | 中山 | 草2500 | GI   | 有馬記念       | 56   | 松永昌博 | 12   | 14   | 3    | 2:31.6 | 東海帝王                               |
| 23/1/1994  | 日本     | 中山 | 草2200 | GII  | 美國賽馬會盃   | 58   | 松永昌博 | 7    | 14   | 7    | 2:14.7 | 詩歌劇                                 |
| 24/4/1994  | 日本     | 阪神 | 草2000 | GII  | 產經大阪盃     | 58   | 松永昌博 | 11   | 14   | 2    | 2:01.8 | Nehai Caeser                           |
| 12/6/1994  | 日本     | 京都 | 草3200 | GI   | 春季天皇賞     | 58   | 松永昌博 | 4    | 11   | 4    | 3:23.3 | 琵琶晨光                               |
| 10/7/1994  | 日本     | 阪神 | 草2200 | GI   | 宝塚記念       | 56   | 松永昌博 | 2    | 14   | 4    | 2:12.4 | 琵琶晨光                               |
| 10/7/1994  | 日本     | 中京 | 草2000 | GII  | 高松宮盃       | 58   | 松永昌博 | 12   | 13   | 1    | 2:00.7 | （Star Ballerina）                     |
| 9/10/1994  | 日本     | 東京 | 草1800 | GII  | 毎日王冠       | 58   | 松永昌博 | 4    | 11   | 6    | 1:45.1 | Nehai Caeser                           |
| 30/10/1994 | 日本     | 東京 | 草2000 | GI   | 秋季天皇賞     | 58   | 松永昌博 | 5    | 13   | 7    | 1:59.1 | Nehai Caeser                           |
| 27/11/1994 | 日本     | 東京 | 草2400 | GI   | 日本盃         | 57   | 松永昌博 | 11   | 14   | 8    | 2:24.4 | 美麗王冠                               |
| 25/12/1994 | 日本     | 中山 | 草2500 | GI   | 有馬記念       | 56   | 松永昌博 | 9    | 13   | 5    | 2:33.3 | 成田白仁                               |
| 12/2/1995  | 日本     | 京都 | 草2200 | GII  | 京都記念       | 59   | 松永昌博 | 6    | 8    | 2    | 2:12.0 | Wako Chikako                           |
| 8/10/1995  | 日本     | 京都 | 草2400 | GII  | 京都大賞典     | 58   | 松永昌博 | 1    | 13   | 8    | 2:26.0 | 菱亞馬遜                               |
| 26/11/1995 | 日本     | 東京 | 草2400 | GI   | 日本盃         | 57   | 松永昌博 | 15   | 14   | 13   | 2:26.2 | 大地                                   |
| 24/12/1995 | 日本     | 中山 | 草2500 | GI   | 有馬記念       | 56   | 松永昌博 | 5    | 12   | 9    | 2:35.4 | 摩耶重炮                               |
| 17/3/1996  | 日本     | 中京 | 草2000 | GIII | 中京記念       | 58.5 | 松永昌博 | 16   | 16   | 4    | 2:02.6 | Inazuma Takao                          |
| 6/4/1996   | 日本     | 中山 | 草1600 | GIII | 打吡公爵挑戰盃 | 61   | 松永昌博 | 16   | 16   | 6    | 1:33.8 | Fujino Makken O                        |
| 11/5/1996  | 日本     | 京都 | 草2200 | GIII | 京阪盃         | 58   | 松永昌博 | 4    | 16   | 8    | 2:13.6 | 舞伴                                   |
| 27/10/1996 | 日本     | 東京 | 草2000 | GI   | 秋季天皇賞     | 58   | 松永昌博 | 2    | 17   | 10   | 1:59.7 | 吹波糖                                 |
| 16/11/1996 | 日本     | 東京 | 草2500 | GII  | 阿根廷共和國盃 | 56   | 松永昌博 | 2    | 18   | 15   | 2:34.0 | L-Way Win                              |

a 此兩駒為平頭亞軍

## 退役後
退役後，優秀素質成爲了配種馬，在北海道浦河町日高Stallion Station休養，在1997年配種。首批子嗣於1998年出生。首批子嗣可於2000年出賽。
其後，由於子嗣戰績不佳，2001年便由配種馬退役，返回出生地北海道浦河町渡邊牧場進行養老生活。
2021年1月30日，Meiner David去世後，其成爲了日本賽馬史上最長壽的分級賽優勝雄馬。
2021年8月19日，Rabbit Ball去世後，其以時年33歲成爲了日本賽馬史上長壽的分級賽優勝馬。
進入2023年後，其仍然以35歲高齡繼續保持此紀錄。
2023年5月下旬起，開始出現食慾不振等跡象，30日，為減輕持續病痛帶來的痛苦，在施以安寧療法後於睡夢中離世，享年35歲。。

## 血統簡介
父系Nice Dancer爲加拿大賽駒，曾勝出不少當地賽事。祖父北地舞人亦爲加拿大賽駒，爲美國三冠賽雙冠軍馬，退役後亦爲著名種馬，被譽爲當時改變世界的種馬之一。
母系Urakawa Miyuki爲日本賽駒，生涯9戰3勝。外祖父Habitony爲愛爾蘭生產的美國賽駒，曾勝出一級賽聖雅尼塔打吡。

### 血統表
| 父線：北地舞人系（新北區系）     |                               |                 |             |
| 種馬 Nice Dancer 1969年（棗色）  | 北地舞人 1961年（棗色）       | 新北區          | Nearco      |
| 種馬 Nice Dancer 1969年（棗色）  | 北地舞人 1961年（棗色）       | 新北區          | Lady Angela |
| 種馬 Nice Dancer 1969年（棗色）  | 北地舞人 1961年（棗色）       | Naltama         | 天才舞者    |
| 種馬 Nice Dancer 1969年（棗色）  | 北地舞人 1961年（棗色）       | Naltama         | Almahmoud   |
| 種馬 Nice Dancer 1969年（棗色）  | Nice Princess 1964年（栗色）  | Le Beau Prince  | Fontenay    |
| 種馬 Nice Dancer 1969年（棗色）  | Nice Princess 1964年（栗色）  | Le Beau Prince  | Quillerie   |
| 種馬 Nice Dancer 1969年（棗色）  | Nice Princess 1964年（栗色）  | Happy Night     | Alizier     |
| 種馬 Nice Dancer 1969年（棗色）  | Nice Princess 1964年（栗色）  | Happy Night     | Happy Grace |
| 繁殖雌馬 Habitony 1981年（棗色） | Habitony 1974年（棗色）       | Habitat         | Sir Gaylord |
| 繁殖雌馬 Habitony 1981年（棗色） | Habitony 1974年（棗色）       | Habitat         | Little Hut  |
| 繁殖雌馬 Habitony 1981年（棗色） | Habitony 1974年（棗色）       | Courteous Lady  | Gallant Man |
| 繁殖雌馬 Habitony 1981年（棗色） | Habitony 1974年（棗色）       | Courteous Lady  | Fleurlea    |
| 繁殖雌馬 Habitony 1981年（棗色） | Kenmaru Midori 1971年（棗色） | Kenmaru Chikara | Hindostan   |
| 繁殖雌馬 Habitony 1981年（棗色） | Kenmaru Midori 1971年（棗色） | Kenmaru Chikara | Mikazuki    |
| 繁殖雌馬 Habitony 1981年（棗色） | Kenmaru Midori 1971年（棗色） | Ken Midori      | Guersant    |
| 繁殖雌馬 Habitony 1981年（棗色） | Kenmaru Midori 1971年（棗色） | Ken Midori      | Velvet      |
| 雌系：號族：20-c                 |                               |                 |             |
| 五代內近親交配：無               |                               |                 |             |

## 命名由來
名字中，Nice（ナイス）帶有優秀、良好等意思，繼承自父系Nice Dancer的名字；Nature（ネイチャ）則有素質、品性等意思，因此香港賽馬會早期以「好品性」作為翻譯。

## 外部連結
- 優秀素質 netkeiba.com （页面存档备份，存于）
- 血統表 （页面存档备份，存于）